# Be with
「Be with」（ビー・ウィズ）は、日本のロックバンド・SPYAIRの楽曲。同バンドの20枚目のメジャーシングルとして、2017年3月29日にSony Music Associated Recordsからリリースされた。

## 概要
前作「RAGE OF DUST」から約4か月ぶりのリリースであり、バンド初のラブバラードシングル。
表題曲のミュージック・ビデオはSPYAIR史上初の全編ドラマ仕立ての作品となっており、映画監督の山戸結希が手がけている。主演に、若手俳優の上杉柊平、早野有純を起用し、東京を舞台に、プロカメラマンとプロモデルを目指す2人が、共に成長を経て、その先に本当に大切な「愛」を見つける、というストーリーになっている。
初回生産限定盤と通常盤の2形態でリリース。初回生産限定盤は2016年11月29日にZepp Tokyoでおこなわれた『SPYAIR LIVE 2016 RAGE OF DUST』のライブ映像6曲が収録されている。

## 収録曲
- 全作曲：UZ

1. Be with [5:32]
  - 作詞：MOMIKEN、編曲：UZ、Daisuke Kawaguchi
2. BRING IT ON 〜Battle of Rap〜 [3:21]
  - 作詞：MOMIKEN・UZ、編曲：UZ
3. Be with(inst.) [5:28]

### DVD（初回生産限定盤のみ）
1. ファイアスターター (Live at Zepp Tokyo 2016.11.29)
2. STRONG (Live at Zepp Tokyo 2016.11.29)
3. GLORY (Live at Zepp Tokyo 2016.11.29)
4. I miss you (Live at Zepp Tokyo 2016.11.29)
5. Why (Live at Zepp Tokyo 2016.11.29)
6. RAGE OF DUST (Live at Zepp Tokyo 2016.11.29)

## 収録アルバム
Be with
- 『KINGDOM』（#12）

BRING IT ON 〜Battle of Rap〜
- 『KINGDOM』（#7）